# Baltonsborough
Baltonsborough is een civil parish in het bestuurlijke gebied Mendip, in het Engelse graafschap Somerset met 864 inwoners (2001).